# Sass István (csillagász)
Sass István (névváltozat Sass István Huba Attila) (Érmihályfalva, 1945. április 3. –) erdélyi magyar matematikai és csillagászati szakíró, Sass Kálmán (1904–1958) fia.

## Életútja
Középiskoláit kényszerlakhelyes kitelepítettként Călăraşi-ban, a Bărăganban végezte (1964), majd a bukaresti egyetemen szerzett matematika–csillagászat szakos diplomát (1969). A csillagfejlődés késői szakaszairól írt disszertációjával (Stadii tîrzii în evoluţia stelelor) a BBTE-n doktorált Pál Árpád irányításával 1986-ban. 1969–1998-ig Nagybányán tanított különböző középiskolákban. 1998–2003 között adjunktus, 2003-tól egyetemi docens a Nagybányai Északi Egyetem matematika és informatika tanszékén.

## Kutatási területei
Relativitás- és gravitációelmélet, fekete lyukak, galaxis- és csillagstruktúrák, égi mechanika.

## Szakírói munkássága
Első írásai 1978-ban a Bányavidéki Fáklyában jelentek meg; itt 1980-ban 26 cikkből álló sorozatot közölt A csillagok világa címmel.
Szaktanulmányait angol nyelven a Babeș–Bolyai Tudományegyetem konferenciaköteteiben, szakfolyóiratokban közölte (Contributions of the Astronomical Observatory Proceedings of the Colloquium of Astronomy Section Astrophysics. 1977. november; Proceedings of the Symposium on Methods, Models and Techniques in Physics and Related Fields.
 1987).

### Könyvei
- Late Stages in stellar Evolution, Ed. Monographical Booklets in Applied and Computer Mathematics, PAMM-BUTE, Budapest, 2002.
- Astronomie şi astrofizică ştiinte ale universului, Ed. Risoprint, Cluj-Napoca, 2002.

### Válogatott cikkei
- Sass, István Huba Atilla: The virtual shape of a spherical body moving along Ox-axis with a radial velocity V. Carpathian J. Math. 19 (2003), no. 2, 135–140.
- Sass, István Huba Atilla: Schwarzschild's metric generated by a body of mass m1 perturbed by a moving body of mass m2. Proceedings of the 3rd International Conference on Applied Mathematics (Borsa, 2002). Bul. Stiint. Univ. Baia Mare Ser. B Fasc. Mat.–Inform. 18 (2002), no. 2, 325–330.
- Sass, István Huba Atilla: Schwarzschild's metric generated by a body with mass m1 perturbed by a body with mass m2 from a fixed distance. Bul. Stiint. Univ. Baia Mare Ser. B Fasc. Mat.–Inform. 18 (2002), no. 1, 109–114.
- Sass, István Huba Atilla: The Dopper effect associated with the space-time metrics reduction in the radial move case canonical form. Bul. Stiint. Univ. Baia Mare Ser. B Fasc. Mat.–Inform. 17 (2001), no. 1-2, 131–134.
- Sass, István Huba Atilla: The aberration of light and the space-time metrics reduction in the case of rotation to canonical form. Bul. Stiint. Univ. Baia Mare Ser. B Fasc. Mat.–Inform. 17 (2001), no. 1-2, 127–130.
- Sass, Istvan Huba Atilla: The trajectory of the photon in the equatorial plane of a rotating body. Bul. Stiint. Univ. Baia Mare Ser. B Fasc. Mat.–Inform. 16 (2000), no. 2, 261–264.
- Sass, Istvan Huba Atilla: The trajectory of the photon next to a spherical body. Bul. Stiint. Univ. Baia Mare Ser. B Fasc. Mat.–Inform. 16 (2000), no. 2, 255–260.
- Sass, István Huba Atilla: The connection between the relativistic equation of the hydrostatical balance and the u0 component of the space-time quadri velocity. Bul. Stiint. Univ. Baia Mare Ser. B 14 (1998), no. 1, 15–20.